# Skonto Riga
Maillots
Le Skonto Riga est un club letton de football basé à Riga. Le club codétient avec le Lincoln Red Imps Football Club de Gibraltar le record mondial du plus grand nombre de victoires consécutives dans son championnat national, avec quatorze titres de rang, de 1991 à 2004.
En décembre 2016, le club fait faillite. Il s'associe alors avec le RTU FC pour former le RTU/Skonto Academy qui évolue au deuxième échelon en 2017 et 2018. Ce dernier finit lui aussi par cesser ses activités en début d'année 2019.

## Historique
- 1991 : fondation du club et premier titre en championnat national
- 1992 : 1re participation à une Coupe d'Europe, la Ligue des champions de l'UEFA 1992-1993

## Palmarès et résultats

### Palmarès
| Compétitions nationales | Compétitions internationales |
| - Championnat de Lettonie (15) - Champion : 1991, 1992, 1993, 1994, 1995, 1996, 1997, 1998, 1999, 2000, 2001, 2002, 2003, 2004 et 2010 - Vice-champion : 2005, 2012, 2013, 2014 et 2015 - Coupe de Lettonie (8) - Vainqueur : 1992, 1995, 1997, 1998, 2000, 2001, 2002 et 2012 - Finaliste : 1991, 1996, 1999, 2003, 2004, 2006 et 2014 - Supercoupe de Lettonie - Finaliste : 2013 | - Coupe de Livonie (3) - Vainqueur : 2003, 2004 et 2005 - Finaliste : 2011 - Ligue balte (1) - Vainqueur : 2011 - Finaliste : 2008 - Coupe de la CEI - Finaliste : 2001, 2003 et 2004 |

### Bilan par saison
Légende
- Vainqueur de la compétition
- Vice-champion ou finaliste de la compétition
- Troisième de la compétition

| Saison | Championnat | Championnat | Championnat | Championnat | Championnat | Championnat | Championnat | Championnat | Championnat | Championnat | Coupe de Lettonie | Meilleur buteur                                                   |
| Saison | Division    | Pos         | Pts         | J           | V           | N           | D           | BP          | BC          | Diff        | Coupe de Lettonie | Meilleur buteur                                                   |
| ------ | ----------- | ----------- | ----------- | ----------- | ----------- | ----------- | ----------- | ----------- | ----------- | ----------- | ----------------- | ----------------------------------------------------------------- |
| 1991   | 1re         | 1er         | 63          | 36          | 29          | 5           | 2           | 83          | 15          | +68         | Finale            | N/A                                                               |
| 1992   | 1re         | 1er         | 38          | 24          | 18          | 2           | 2           | 51          | 10          | +41         | Vainqueur         | Aleksejs Semjonovs (12)                                           |
| 1993   | 1re         | 1er         | 34          | 18          | 17          | 0           | 1           | 63          | 7           | +57         | Demi-finales      | Aleksandrs Jeļisejevs (19)                                        |
| 1994   | 1re         | 1er         | 42          | 22          | 20          | 2           | 0           | 76          | 9           | +67         | Quarts de finale  | Vladimirs Babičevs (14)                                           |
| 1995   | 1re         | 1er         | 78          | 28          | 25          | 3           | 0           | 99          | 15          | +84         | Vainqueur         | Vitālijs Astafjevs (15)                                           |
| 1996   | 1re         | 1er         | 73          | 28          | 23          | 4           | 1           | 98          | 12          | +86         | Finale            | Oleksandr Pindeyev (17)                                           |
| 1997   | 1re         | 1er         | 64          | 24          | 20          | 4           | 0           | 89          | 8           | +81         | Vainqueur         | Davit Chaladze (25)                                               |
| 1998   | 1re         | 1er         | 67          | 28          | 21          | 4           | 3           | 98          | 27          | +72         | Vainqueur         | Mihails Miholaps (20)                                             |
| 1999   | 1re         | 1er         | 69          | 28          | 23          | 0           | 5           | 88          | 15          | +73         | Finale            | Davit Chaladze (16)                                               |
| 2000   | 1re         | 1er         | 75          | 28          | 24          | 3           | 1           | 86          | 10          | +76         | Vainqueur         | Vladimirs Koļesņičenko (17)                                       |
| 2001   | 1re         | 1er         | 68          | 28          | 22          | 2           | 4           | 94          | 26          | +68         | Vainqueur         | Mihails Miholaps (24)                                             |
| 2002   | 1re         | 1er         | 73          | 28          | 23          | 4           | 1           | 95          | 19          | +76         | Vainqueur         | Mihails Miholaps (23)                                             |
| 2003   | 1re         | 1er         | 73          | 28          | 23          | 4           | 1           | 91          | 9           | +82         | Finale            | Māris Verpakovskis (22)                                           |
| 2004   | 1re         | 1er         | 69          | 28          | 22          | 3           | 3           | 65          | 18          | +47         | Demi-finales      | Mihails Miholaps (16)                                             |
| 2005   | 1re         | 2e          | 71          | 28          | 22          | 5           | 1           | 85          | 19          | +66         | Demi-finales      | Gatis Kalniņš (15)                                                |
| 2006   | 1re         | 3e          | 54          | 28          | 16          | 6           | 6           | 55          | 21          | +34         | Finale            | Mihails Miholaps (15)                                             |
| 2007   | 1re         | 4e          | 55          | 28          | 16          | 7           | 5           | 54          | 27          | +27         | Demi-finales      | Vitālijs Astafjevs (7) Kristaps Blanks (7) Aleksejs Višņakovs (7) |
| 2008   | 1re         | 3e          | 71          | 28          | 15          | 7           | 5           | 43          | 31          | +12         | Demi-finales      | Vladimer Dvalishvili (9)                                          |
| 2009   | 1re         | 3e          | 73          | 32          | 23          | 4           | 5           | 98          | 30          | +68         | N/A               | Ivans Lukjanovs (14)                                              |
| 2010   | 1re         | 1er         | 69          | 27          | 22          | 3           | 2           | 86          | 16          | +70         | Demi-finales      | Nathan Júnior (18)                                                |
| 2011   | 1re         | 4e          | 60          | 32          | 17          | 9           | 6           | 62          | 21          | +41         | Quarts de finale  | Nathan Júnior (22)                                                |
| 2012   | 1re         | 2e          | 74          | 36          | 21          | 11          | 4           | 58          | 22          | +36         | Vainqueur         | Valērijs Šabala (11) Tadas Labukas (11)                           |
| 2013   | 1re         | 2e          | 62          | 27          | 18          | 8           | 1           | 68          | 11          | +57         | Quarts de finale  | Artūrs Karašausks (16)                                            |
| 2014   | 1re         | 2e          | 71          | 36          | 25          | 1           | 10          | 77          | 34          | +43         | Finale            | Vladislavs Gutkovskis (28)                                        |
| 2015   | 1re         | 2e          | 45          | 24          | 13          | 6           | 5           | 42          | 23          | +19         | Quarts de finale  | Vladislavs Gutkovskis (10)                                        |
| 2016   | 2e          | 8e          | 42          | 28          | 16          | 2           | 10          | 71          | 40          | +31         | Quatrième tour    | Jegors Morozs (18)                                                |

### Bilan européen
Note : dans les résultats ci-dessous, le score du club est toujours donné en premier
| Saison    | Compétition         | Tour              | Club                   | Domicile | Extérieur | Total               |
| --------- | ------------------- | ----------------- | ---------------------- | -------- | --------- | ------------------- |
| 1992-1993 | Ligue des champions | Tour préliminaire | KÍ Klaksvík            | 3 - 0    | 3 - 1     | 6 - 1               |
| 1992-1993 | Ligue des champions | Premier tour      | Lech Poznań            | 0 - 0    | 0 - 2     | 0 - 2               |
| 1993-1994 | Ligue des champions | Tour préliminaire | Olimpija Ljubljana     | 0 - 1    | 1 - 0 ap  | 1 - 1 (11 - 10 tab) |
| 1993-1994 | Ligue des champions | Premier tour      | Spartak Moscou         | 0 - 5    | 0 - 4     | 0 - 9               |
| 1994-1995 | Coupe UEFA          | Tour préliminaire | Aberdeen AFC           | 0 - 0    | 1 - 1     | 1E - 1              |
| 1994-1995 | Coupe UEFA          | Premier tour      | SSC Naples             | 0 - 1    | 0 - 2     | 0 - 3               |
| 1995-1996 | Coupe UEFA          | Tour préliminaire | NK Maribor             | 0 - 2    | 1 - 0     | 1 - 2               |
| 1996-1997 | Coupe UEFA          | Premier tour Q    | Newtown AFC            | 3 - 0    | 4 - 1     | 7 - 1               |
| 1996-1997 | Coupe UEFA          | Deuxième tour Q   | Malmö FF               | 1 - 1    | 0 - 3     | 1 - 4               |
| 1997-1998 | Ligue des champions | Premier tour Q    | Valletta FC            | 2 - 0    | 0 - 1     | 2 - 1               |
| 1997-1998 | Ligue des champions | Deuxième tour Q   | FC Barcelone           | 0 - 1    | 2 - 3     | 2 - 4               |
| 1997-1998 | Coupe UEFA          | Premier tour      | Real Valladolid        | 2 - 3    | 2 - 2     | 4 - 5               |
| 1998-1999 | Ligue des champions | Premier tour Q    | Dinamo Minsk           | 0 - 0    | 2 - 1     | 2 - 1               |
| 1998-1999 | Ligue des champions | Deuxième tour Q   | Inter Milan            | 1 - 3    | 0 - 4     | 1 - 7               |
| 1998-1999 | Coupe UEFA          | Premier tour      | Dynamo Moscou          | 2 - 3    | 2 - 2     | 4 - 5               |
| 1999-2000 | Ligue des champions | Premier tour Q    | AS Jeunesse d'Esch     | 8 - 0    | 2 - 0     | 10 - 0              |
| 1999-2000 | Ligue des champions | Deuxième tour Q   | Rapid Bucarest         | 2 - 1    | 3 - 3     | 5 - 4               |
| 1999-2000 | Ligue des champions | Troisième tour Q  | Chelsea FC             | 0 - 0    | 0 - 3     | 0 - 3               |
| 1999-2000 | Coupe UEFA          | Premier tour      | Widzew Łódź            | 1 - 0    | 0 - 2     | 1 - 2               |
| 2000-2001 | Ligue des champions | Premier tour Q    | FK Şəmkir              | 2 - 1    | 1 - 4     | 3 - 5               |
| 2001-2002 | Ligue des champions | Premier tour Q    | F91 Dudelange          | 0 - 1    | 6 - 1     | 6 - 2               |
| 2001-2002 | Ligue des champions | Deuxième tour Q   | Wisła Cracovie         | 0 - 1    | 1 - 2     | 1 - 3               |
| 2002-2003 | Ligue des champions | Premier tour Q    | Barry Town United      | 5 - 0    | 1 - 0     | 6 - 0               |
| 2002-2003 | Ligue des champions | Deuxième tour Q   | Levski Sofia           | 0 - 0    | 0 - 2     | 0 - 2               |
| 2003-2004 | Ligue des champions | Premier tour Q    | Sliema Wanderers       | 3 - 1    | 0 - 2     | 3 - 3E              |
| 2004-2005 | Ligue des champions | Premier tour Q    | Rhyl FC                | 4 - 0    | 3 - 1     | 7 - 1               |
| 2004-2005 | Ligue des champions | Deuxième tour Q   | Trabzonspor            | 0 - 3    | 1 - 1     | 1 - 4               |
| 2005-2006 | Ligue des champions | Premier tour Q    | FK Rabotnički          | 1 - 0    | 0 - 6     | 1 - 6               |
| 2006-2007 | Coupe UEFA          | Premier tour Q    | AS Jeunesse d'Esch     | 3 - 0    | 2 - 0     | 5 - 0               |
| 2006-2007 | Coupe UEFA          | Deuxième tour Q   | Molde FK               | 1 - 2    | 0 - 0     | 1 - 2               |
| 2007-2008 | Coupe UEFA          | Premier tour Q    | Dinamo Minsk           | 0 - 2    | 1 - 1     | 1 - 3               |
| 2009-2010 | Ligue Europa        | Deuxième tour Q   | Derry City             | 1 - 1    | 0 - 1     | 1 - 2               |
| 2010-2011 | Ligue Europa        | Premier tour Q    | Portadown FC           | 0 - 1    | 1 - 1     | 1 - 2               |
| 2011-2012 | Ligue des champions | Deuxième tour Q   | Wisła Cracovie         | 0 - 1    | 0 - 2     | 0 - 3               |
| 2012-2013 | Ligue Europa        | Deuxième tour Q   | Hajduk Split           | 1 - 0    | 0 - 2     | 1 - 2               |
| 2013-2014 | Ligue Europa        | Premier tour Q    | FC Tiraspol            | 0 - 1 ap | 1 - 0     | 1 - 1 (4 - 2 tab    |
| 2013-2014 | Ligue Europa        | Deuxième tour Q   | Slovan Liberec         | 2 - 1    | 0 - 1     | 2 - 2E              |
| 2015-2016 | Ligue Europa        | Premier tour Q    | St. Patrick's Athletic | 2 - 1    | 2 - 0     | 4 - 1               |
| 2015-2016 | Ligue Europa        | Deuxième tour Q   | Debrecen VSC           | 2 - 2    | 2 - 9     | 4 - 11              |

Légende
- Victoire ou qualification pour le tour suivant
- Match nul
- Défaite ou élimination de la compétition

## Joueurs et personnalités du club

### Entraîneurs
Le tableau suivant présente la liste des entraîneurs du club depuis 1991.
| Rang | Nom                 | Période         |
| ---- | ------------------- | --------------- |
| 1    | Marks Zahodins      | 1991-1992       |
| 2    | Aleksandrs Starkovs | juil. 1993-2004 |
| 3    | Jurijs Andrejevs    | 2004-juil. 2005 |

| Rang | Nom                 | Période              |
| ---- | ------------------- | -------------------- |
| 4    | Paul Ashworth       | juil. 2005-déc. 2009 |
| 5    | Aleksandrs Starkovs | janv. 2010-déc. 2010 |
| 6    | Marians Pahars      | janv. 2011-déc. 2012 |

| Rang | Nom          | Période              |
| ---- | ------------ | -------------------- |
| 7    | Tamaz Pertia | janv. 2013-nov. 2016 |

### Joueurs emblématiques
- Imants Bleidelis
- Aleksandrs Cauņa
- Kaspars Dubra
- Andrejs Perepļotkins
- Andrejs Rubins
- Igors Stepanovs
- Igors Tarasovs
- Māris Verpakovskis
- Mihails Zemļinskis
- Ruslan Mingazov
- Luís Delgado
- Serge Tatiefang
- Aaron Nguimbat

### Présidents
- Guntis Indriksons